# Richard Sears McCulloch
Richard Sears McCulloch (1818 – 1894) foi um engenheiro civil e professor de mecânica e termodinâmica estadunidense na Washington and Lee University, Lexington, Virgínia, EUA.
Em 1876, uma coletânea de suas anotações foi publicada em um livro intitulado Treatise on the Mechanical Theory of Heat and its Application to the Steam Engine, Etc.. No parágrafo de abertura, McCulloch estabelece que "a teoria mecânica do calor, algumas vezes chamada termodinâmica, é o campo da ciência que trata dos fenômenos do calor como efeitos do movimento e posição".
Em 1878, McCulloch recebeu um doutorado honorário de grau legal da Washington and Lee University.
O livro de McCulloch foi influente no desenvolvimento da ciência da termodinâmica Uma edição reimpressa pode ser encontrada em Michigan Historical Reprint Series no site Amazon, assim como na Niels Bohr Library. 